# ناصر نجفی
ناصر نجفی بازیگر سینما و تلویزیون ایران است.

## نقش‌آفرینی
وی در آثاری همچون فیلم سینمایی «ویرانگر»، فیلم سینمایی «فرار بزرگ» و فیلم سینمایی «باد و شقایق» فعالیت داشته‌است

## فیلم‌شناسی
- فرار بزرگ (فیلم ۱۳۷۶)
- باد و شقایق
- ویرانگر
- پستچی